# Relacions internacionals
Els termes relacions internacionals, governança global i estudis internacionals (aquests últims de l'anglès global governance i international studies), fan referència a la ciència que tracta sobre l'estudi dels afers estrangers i de les grans qüestions del sistema internacional: el paper dels Estats, el de les organitzacions internacionals, el de les organitzacions no governamentals (ONG) i el de les empreses multinacionals. Les relacions internacionals fan part, ensems, al domini acadèmic i al domini polític. Poden ser estudiades bé des d'una òptica positivista, bé des d'una òptica normativa, i ambdues busquen analitzar i formular les polítiques internacionals dels estats.
Si les relacions internacionals pertanyen històricament al domini de la Ciència Política, l'accent s'hi troba cada vegada més en el domini econòmic a través de l'Economia Política Internacional desenvolupada des dels anys setanta. Malgrat això, altres camps acadèmics no hi són aliens: el Dret Internacional, la filosofia, la geografia (a través de la geopolítica), la sociologia, l'antropologia, etc.
Pel que fa als temes més estudiats, s'inclouen: la globalització, l'Estat, l'ecologia i el desenvolupament sostenible, el terrorisme i el crim organitzat, la proliferació nuclear, el nacionalisme, el desenvolupament econòmic, les finances internacionals, els drets humans i altres.

## Perspectiva històrica

### Història
En general, la tradició situa el començament de les relacions internacionals en els tractats de Westfàlia de 1648, moment en què sorgeix l'Estat Modern. Anteriorment, l'organització política de l'Europa Medieval reposava sota un difús orde religiós jerarquitzat. Els tractats de Westfàlia són instituïts sota el concepte legal de sobirania, és a dir, les legislacions nacionals són la darrera autoritat a l'interior del territori nacional. Si en les antigues Grècia o Roma l'autoritat residia en les ciutats, a partir de Westfàlia s'imposa la noció de sobirania nacional.
Els tractats de Westfàlia impulsen la construcció dels Estats Nació independents, i també la institucionalització de la diplomàcia i dels exèrcits. Aquest sistema europeu ha estat exportat a Amèrica, Àfrica i Àsia a través especialment de la colonització. El sistema actual resulta de les descolonitzacions durant la Guerra Freda. Si considerem l'Estat Nació com a «modern», es pot dir que hi ha diversos estats que no l'han adoptat, mentre que d'altres que si ho han fet podrien ser qualificats com a «postmoderns". Les relacions internacionals modernes intenten explicar les relacions entre aquests diferents tipus d'estats. Els «nivells d'anàlisi" constitueixen una manera d'abordar el sistema internacional i inclouen: un nivell individual, l'Estat, un nivell internacional, el dels assumptes transnacionals i intergovernamentals, i un nivell mundial global.
Això que és explícitament reconegut com la teoria de les relacions internacionals no es desenvolupa fins a la Primera Guerra Mundial. En qualsevol cas, la teoria de les relacions internacionals ha estat alimentada per les aportacions d'altres àrees. Nombrosos autors citen la història de les Guerres del Peloponès de Tucídines com el punt de partida de la teoria realista que és seguida pel Leviathan de Thomas Hobbes i El príncep de Maquiavel. De manera similar, la teoria liberal de les relacions internacionals ha estat influïda per Emmanuel Kant i per Jean Jacques Rousseau. Encara que la noció actual dels drets humans sigui considerablement diferent de la defensada pels seguidors de la llei natural, testimoni dels primers esforços per afirmar certs drets generals sobre la base d'una humanitat comuna. D'altra banda, cal dir que al segle xx, el marxisme ha tingut una certa influència sobre la fundació de la disciplina de les relacions internacionals.

### Estudi de les relacions internacionals
Inicialment, les relacions internacionals vistes com un camp d'estudi diferent ha estat una especificitat britànica. La primera càtedra, la càtedra Woodrow Wilson, de relacions internacionals va ser creada el 1919 a la universitat d'Aberystwyth, i confiada a Alfred Zimmern, gràcies a un donatiu de David Davies. Al començament dels anys vint una altra càtedra va ser igualment creada a la London School of Economics a petició del premi Nobel Noël-Baker. La primera universitat consagrada plenament a les relacions internacionals va ser l'Institut de hautes études internationales, fundat el 1927 a Ginebra per William Rappard. Tenia per objectiu formar els diplomàtics associats a la Societat de Nacions i va ser un dels primers a expedir doctorats en relacions internacionals.
L'Edmund A. Walsh School of Foreign Service de la Universitat de Georgetown és la facultat més antiga dedicada a les relacions internacionals dels Estats Units. El Committee on International Relations de la Universitat de Chicago va ser el 1928 la primera a expedir diplomes universitaris en aquests camps. Entre les altres escoles podem citar: la School of International Service de la Universitat Americana, la School of International and Public Affairs de la Universitat de Colúmbia, la School of International Relations de la Universitat de St Andrews, l'Elliot School of International Affairs de la Universitat George Washington, la Fletcher School de la Universitat Tufts i la Woodrow Wilson School of Public and International Affairs de la Universitat de Princeton.

## L'estudi de les relacions internacionals des de l'angle de la política

### Liberalisme
Per als liberals, les relacions internacionals són percebudes com un factor de progrés i de canvi. Tant en el nivell internacional com en el nivell nacional, els liberals posen l'accent en la noció de poder contra poder. Ells insisteixen en el paper de l'opinió pública, del dret i de les institucions internacionals que venen a limitar el poder dels Estats. Actualment, aquest corrent d'opinió ha de fer front a les forces del capitalisme mundial que erosionen l'aparent «victòria» de la democràcia liberal després de la fi de la Guerra Freda. Entre els grans autors liberals actuals, Joseph Nye insisteix en la noció de poder tou i en la noció d'interdependència complexa, desenvolupada amb Robert Keohane.
Tres punts importants caracteritzen la interdependència complexa:
- L'ús de nombrosos canals d'acció entre societats en els intercanvis transnacionals i trans-governamentals.
- L'absència de jerarquia clara en el tractament dels afers internacionals.
- Una disminució de l'ús de la força i del poder coercitiu en les relacions internacionals.

### Idealisme polític
La fi de la Primera Guerra Mundial va implicar una revolució paradigmàtica en l'estudi de la política mundial. S'enfrontaven diverses perspectives sobre les relacions internacionals, com ara el marxisme i el nazisme. Però, la perspectiva coneguda com a idealisme polític, liderada per Woodrow Wilson, va començar a dominar els estudis sobre les relacions internacionals.
Els idealistes compartien una perspectiva sobre el món basada en certes creences:
1. la naturalesa humana és essencialment altruista i, per tant, les persones tenen la capacitat d'ajudar-se i col·laborar mútuament;
2. el mal capteniment humà és resultat d'institucions i arranjaments estructurals, no prové de la naturalesa mateixa dels humans;
3. per conseqüència, la guerra és evitable, ja que és producte de certes institucions que la promouen, que podrien ser neutralitzades;
4. la societat internacional hauria de reorganitzar-se per reconèixer la guerra com un problema internacional i eliminar aquelles institucions que la promoguin, en favor d'aquelles que avancin la pau.

Els programes principals de reformes idealistes consistien principalment en tres grups. Un grup advocava per la creació d'institucions internacionals per reemplaçar el sistema anàrquic d'equilibri de poder, que predominava a l'època anterior a la Primera Guerra Mundial. Aquest nou sistema estaria basat en el principi de la seguretat col·lectiva, el qual pretén que un acte d'agressió per qualsevol Estat seria percebut com a agressió cap a tots els Estats. La Societat de Nacions va encarnar aquest principi, en reflectir l'èmfasi idealista en la possibilitat de la cooperació internacional com a mecanisme principal per resoldre problemes globals. Un segon grup de programes idealistes subratllava el control legal de la guerra. Es buscava resoldre disputes a través de mecanismes legals, com ara la mediació i l'arbitratge. Exemples d'aquests programes van ser la Cort Permanent de Justícia Internacional i la ratificació del Pacte Kellog-Briand de 1928, el qual prohibia la guerra com a instrument de política nacional. Un tercer grup de programes idealistes es concentrava a reduir la inversió armamentista dels Estats a través d'acords de control d'armes i altres mitjans.
Sol considerar-se que la primera obra representativa de l'idealisme és "La pau perpètua", d'Immanuel Kant.

### Realisme polític
El realisme com a teoria política es va construir a base d'entendre la història com el resultat de la tendència natural de l'ésser humà a cobejar el poder i desitjar la dominació d'altres. Seguint aquesta hipòtesi, es va determinar que la possibilitat d'erradicar l'instint de poder és una aspiració utòpica. Això porta a percebre la política internacional com una lluita interminable pel poder dels actors en l'escenari internacional, que intenten dominar el món i als qui intenten resistir aquest domini extern.
El realisme polític assumeix que el sistema internacional és anàrquic, en el sentit que no existeix una autoritat superior als Estats capaç de regular efectivament les relacions entre ells. A més, suposa que els Estats sobirans són els actors principals que componen el sistema internacional, en comptes de ser-ho les institucions internacionals, organitzacions no governamentals o corporacions multinacionals. Segons la teoria del realisme, cada Estat és un actor racional que busca maximitzar la seva posició política dins del sistema mitjançant l'acumulació de recursos de poder militars. Aquests intents de maximitzar el poder porten finalment a un equilibri de poder entre els actors i a l'estabilitat en el sistema internacional.
Aquesta perspectiva realista, també coneguda com a "realisme clàssic", va començar a formular-se en les dècades de 1940 i 1950 sota les tensions creixents de la Guerra Freda entre els Estats Units i la Unió Soviètica. La creença del realisme clàssic en que l'estructura del sistema internacional i el desig d'acumular poder determinen el comportament de tots els Estats semblaven força convincents, considerant l'ambient de l'època.
En els anys següents, el realisme clàssic va començar a ser atacat per crítics que apuntaven cap a comportaments en el Sistema Internacional que no es podien explicar adequadament pels arguments realistes. Per exemple, les noves institucions que agafaven vigor a Europa occidental, on predominava la cerca cooperativa d'aconseguir avantatges mutus en comptes d'intents individuals de maximitzar el poder, resultaven contràries als supòsits del realisme clàssic.
Malgrat aquestes crítiques, el realisme continua tenint rellevància a través de noves teories realistes ajustades a l'actualitat contemporània. Per exemple, el neorealisme o realisme estructural proposa que l'estructura del sistema internacional, en comptes del desig d'acumular poder, dicta exclusivament les decisions de política exterior dels líders polítics.
L'obra de Hans Morgenthau i Jorge Diaz, especialment Política entre les nacions, es considera una síntesi representativa del realisme polític.

### Escola anglesa
L'escola anglesa pren les seves fonts al començament del segle xix amb autors com Graham Wallas, Alfred Zimmern. El seu enfocament no és positivista, sinó més aviat racional i normatiu. Analitza les relacions internacionals sota l'angle de la Gran Societat o d'una societat internacional. Sobre aquests punts, es tracta d'una variant idealista de l'escola liberal que a diferència dels realistes, no es focalitza exclusivament sobre les relacions interestatals. Dues grans variants són perceptibles:
- Un corrent solidari preeminent, que posa l'accent en el dret internacional i la seguretat col·lectiva.
- Un corrent particularista que posa més l'accent en la cooperació interestatal.

Alguns autors importants d'aquest moviment són Hedley Bull, Barry Buzan, Thimothy Dunne, Martin Wight, i una de les obres de referència és The Anarchical Society.

### Neorealisme estructural
Segons aquest corrent d'opinió, l'Estat continua sent un actor important, però ja no és l'únic, ja que el sistema internacional va agafant certa volada. Es considera que és possible utilitzar la guerra per aconseguir la pau, però amb límits. En aquest període sorgeix la teoria de la sospita i, per tant, la guerra preventiva. Per tant, es fan necessaris els acords regionals i supranacionals. A més sorgeixen nous actors en el context internacional, com les organitzacions internacionals, les empreses transnacionals i actors atípics com el terrorisme.

### Neoliberalisme
A diferència del liberalisme, que concep als Estats com els actors principals de les relacions internacionals, el neoliberalisme afirma que hi ha una comunitat global governada per altres actors que gaudeixen de major importància, com les organitzacions no governamentals (ONG), les organitzacions internacionals i les organitzacions intergovernamentals (OIG), entre d'altres.

### Interdependència complexa
A partir d'aquests postulats, s'elabora un model ideal de la política mundial oposat al model característic del realisme polític. Es tracta del model d'interdependència complexa. En la major part dels casos, la realitat internacional respondrà, segons aquests autors, a una situació intermèdia entre els dos models, la qual cosa no impedeix que calgui recórrer al model d'interdependència complexa per analitzar adequadament aquesta realitat.
Aquest model té tres característiques principals:
- L'existència de múltiples canals que connecten a les societats: es tracta de les relacions interestatals, les relacions transgubernamentales i les relacions transnacionals.
- L'agenda de les relacions interestatals consisteix en múltiples problemes que no estan ordenats en una jerarquia clara i consistent. Aquesta absència de jerarquia entre els problemes significa, entre altres coses, que la seguretat militar no domina consistentment l'agenda. Molts problemes sorgeixen del que normalment es considera política interior, i la distinció entre problemes interns i externs es dilueix.
- La força militar no és utilitzada pels governs, respecte d'altres governs dins de la regió o respecte dels problemes, quan preval la interdependència complexa. No obstant això, pot ser important en les relacions d'aquests governs amb governs de fora de la regió o respecte d'altres problemes.

Aquestes tres característiques de la interdependència complexa originen processos polítics diferents, que tradueixen els recursos de poder a poder com a control de resultats. Els objectius poden variar també en funció de les àrees de problemes, igual que la distribució de poder.

### Règims internacionals
La paraula règim es refereix a la manera de governar. Inclou a institucions, reglaments o pràctiques d'un govern en general. Es tracta del conjunt de condicions regulars o estables que acompanyen o causen una successió dels fenòmens.
Les relacions d'interdependència són freqüents, i es veuen afectades en el marc d'un conjunt de normes i procediments que regularitzen el comportament i controlen els seus efectes. Aquestes sèries d'acords de governs que afecten les relacions d'interdependència constitueixen el que els experts anomenen règims internacionals.
Pel que fa a l'expressió de la interdependència complexa que caracteritza avui les relacions internacionals, marcades pel joc conjunt de les relacions diplomàtico-estratègiques i de les relacions econòmico-internacionals, la teoria dels règims internacionals constitueix un dels desenvolupaments teòrics més interessants de la dècada dels anys vuitanta del segle xx.
La teoria dels règims internacionals pretén explicar, en un context complex en què el conflicte continua sent una realitat, les situacions d'ordre existents en un camp concret d'activitat internacional. Keohane i Nye defineixen els règims internacionals, en aquest sentit com xarxes de regles, normes i procediments que regulen el comportament i controlen els seus efectes.
La teoria dels règims internacionals ve a representar, d'alguna manera, una aproximació o reconciliació entre les interpretacions realista i idealista, o, millor, neorealista i globalista de les relacions internacionals, entrant de ple en el corrent actualment dominant en aquest camp que afirma el pluralisme paradigmàtic.